# Koninklijke Nederlandsche Gist- en Spiritusfabriek

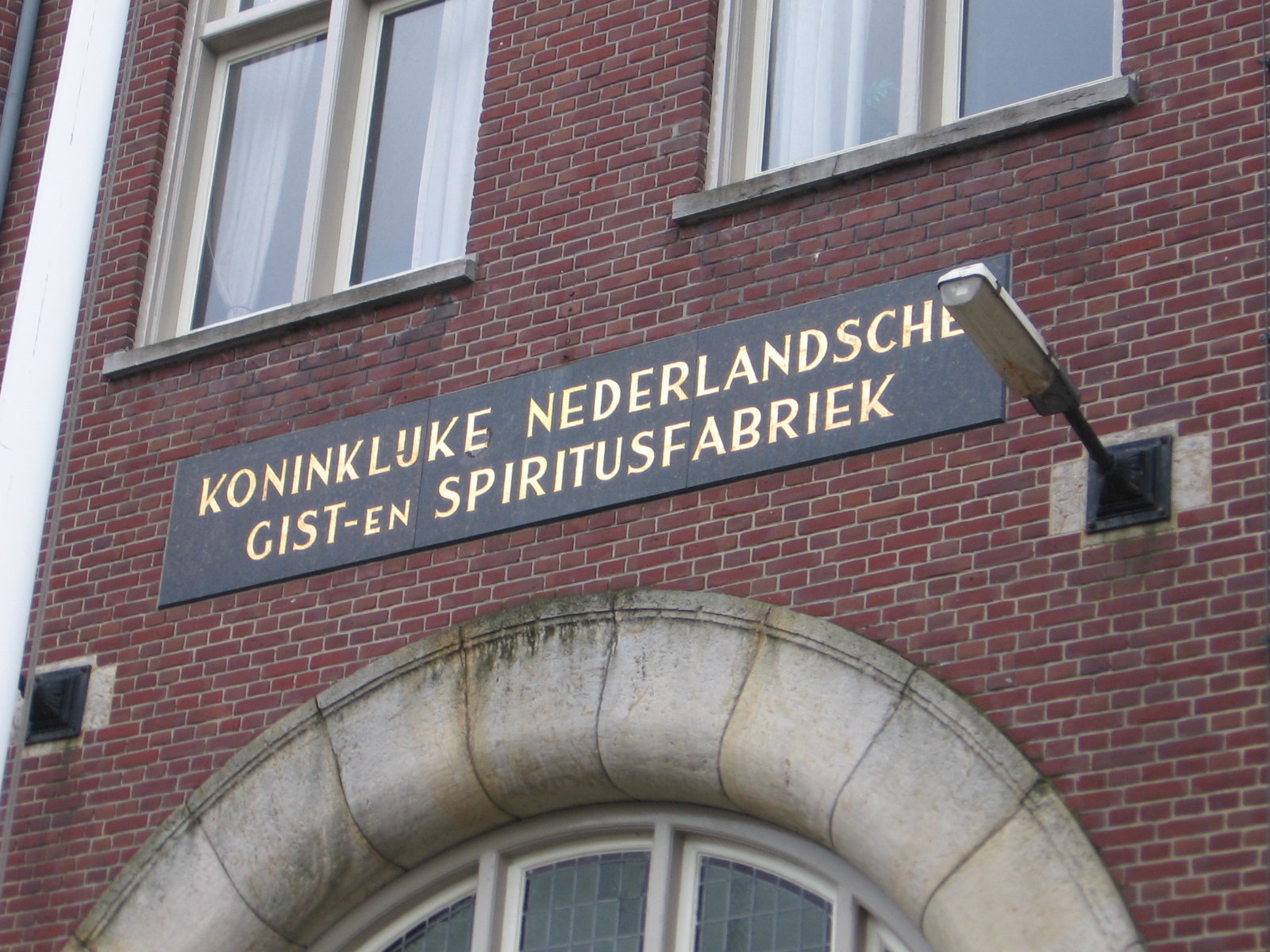
Detail voormalig hoofdkantoor aan de Wateringseweg in Delft

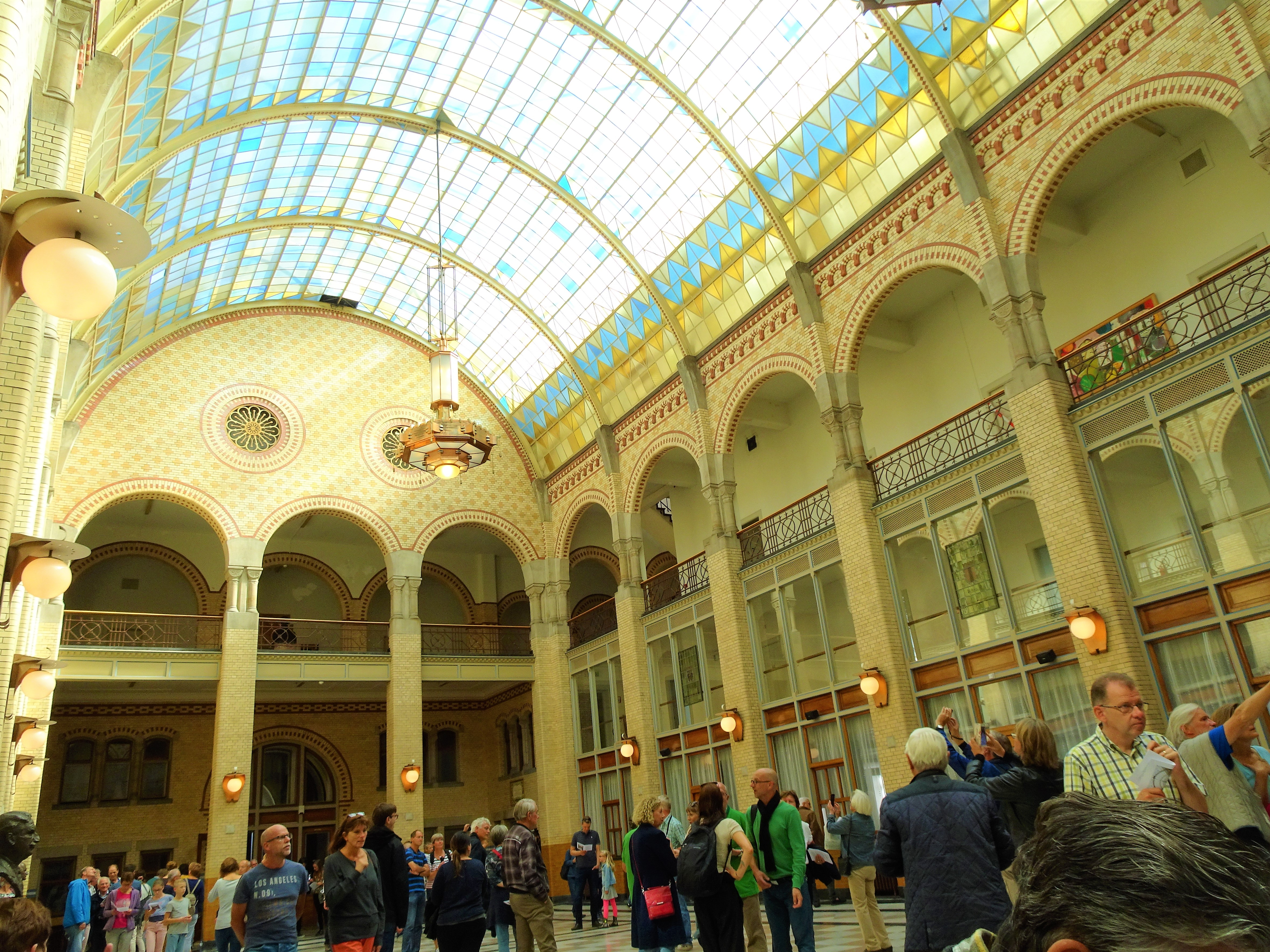
De hal van het voormalig hoofdkantoor van Gist-Brocades/DSM (voorheen: Gistfabriek-Oliefabriek/Calvé) in Um 1800-stijl met diverse glas-in-loodversieringen, gewelfd glas-in-lood overkapping, tegelpatronen, ornamenten, tegeltableaus van de Porceleyne Fles. Gebouwd in 1905 onder architectuur van Bastiaan Schelling en Karel Muller. Hier tijdens Open Monumentendag 2018

Koninklijke Nederlandsche Gist- en Spiritusfabriek was een Nederlands chemie- en farmaceutisch bedrijf, gevestigd in Delft, in de provincie Zuid-Holland.

## Start
De Nederlandsche Gist- en Spiritusfabriek (NG&SF) werd in 1869 in Delft opgericht als naamloze vennootschap. Grondlegger is de aan de Polytechnische School te Delft als eerst afgestudeerde technoloog Jacques van Marken samen met zijn vrouw Agneta Matthes. Het bedrijf vervaardigde, zoals de naam al aangeeft, gist (gebruikt in de broodbakkerijen) en brandspiritus. Spiritus is een product dat vrijkomt bij de bereiding van gist. Van Marken omschreef het productieproces in 1875: De benodigde grondstoffen zijn maïs, rogge en gerst. Voordat de granen gemalen worden, wordt de gerst eerst nog gemout. Dat wil zeggen dat de gerst geweekt wordt en enkele dagen op een stenen vloer wordt gelegd zodat het kan ontkiemen. De gerst wordt na deze bewerking mout genoemd. Om verdere ontkieming te stoppen wordt het product gedroogd. Hierna worden de granen en het mout door de molenaar met de stoommolen gemalen. Het meel wordt vermengd met water en verwarmd tot een pap. De vloeistof gaat vervolgens in een gistingskuip. Door de enzymen in de mout wordt het zetmeel omgezet in suikers. Aan de suikerhoudende vloeistof wordt nu een kleine hoeveelheid gist toegevoegd. Dit is een schimmel dat in het suikerbad ontzettend snel groeit. De gist komt als een melkachtig wit schuim boven drijven en moet steeds door de werkman afgeschept worden met de schuimlepel. Door de groei van het gist wordt de suiker omgezet in alcohol, of spiritus en koolzuurgas. Het koolzuurgas stijgt naar de oppervlakte en vervliegt. Na afloop van het gistingsproces bevat de vloeistof een kleine hoeveelheid alcohol. Door deze vloeistof tot de juiste temperatuur op te warmen, verdampt de alcohol en kan het met gekoelde buizen opgevangen worden. Na de destillatie blijft er een bruingele brijachtige massa over die verkocht wordt als veevoer.' De grondlegger Van Marken drukte een belangrijk stempel op het bedrijf en de interne organisatie. Als verlicht ondernemer streefde hij naar een sociaal ondernemerschap: "De fabriek voor allen, allen voor de fabriek!". Dat betekende onder meer concreet: een winstaandeel voor de arbeiders, een pensioenfonds en een medezeggenschapsorgaan met de naam 'De Kern', het eerste in zijn soort in Nederland (1878). Ook het personeelsorgaan onder de titel 'De Fabrieksbode' is het eerste  in Nederland uitgegeven bedrijfstijdschrift. Daarnaast gingen de Van Markens via een aparte stichting over tot het bouwen van een aparte woonwijk voor hun 'mede'-arbeiders en henzelf, het naar Agneta van Marken-Matthes genoemde Agnetapark, gelegen op het fabrieksterrein.

## Ontwikkeling
In de begintijd was de belangrijkste klant de Haagsche Broodfabriek. Het bedrijf maakte een voorspoedige groei door. Op 1 januari 1894 telde de onderneming 368 vaste en 185 losse arbeiders. Vervolgens nam de NG&SF diverse verwante bedrijven over, terwijl ook nieuwe ondernemingen werden gestart. Zo werd in 1897 een filiaalbedrijf in Brugge gevestigd door overname van de Gistfabriek van de ernstig zieke eigenaar Jules Verstraete, met als doel de destijds recent ingevoerde Belgische fiscale importheffingen te omzeilen. In 1904 werd het noodlijdende exportbedrijf van de Nederlandsche Stoombranderij en Distilleerderij v/h E. Kiderlen in Delfshaven gekocht. In 1906 stierf Jacques van Marken, een jaar voor de opening van een nieuw hoofdkantoor, ontworpen in de stijl van de Um 1800-Bewegung door Karel Muller en Bastiaan Schelling. Zijn opvolger, Frans Waller (1860-1935), die weer werd opgevolgd door diens zoon Frans Waller jr. (1895-1974), bouwden de Gist- en Spiritusfabriek uit tot een bedrijf van wereldformaat. In de periode 1920 tot 1930 werden 27 nieuwe fabrieken in Delft opgetrokken. In 1926 verwierf het bedrijf vrijwel alle aandelen van de Rheinische Presshefe und Spritwerke GmbH te Monheim en in 1930 kwam een derde buitenlandse productievestiging tot stand te Cruz Quebrada. In 1932 werd de basis van de onderneming verbreed door de productie van oplosmiddelen verkregen op basis van gistingstechnologie, die onder meer toepassing vonden in de lak- en verfindustrie. Al eerder, in de jaren twintig, werd uit gerectificeerde spiritus zwavelether voor technische en farmaceutische doeleinden gemaakt, waaronder ook narcose-ether. Een belangrijk bij- of afvalproduct was de droge spoeling die als veevoer verkocht werd. Verder verwierf de onderneming in Schiedam Boll & Dunlop's Distilleerderij NV, die in 1924 werd samengevoegd met het bedrijf te Delfshaven en gezamenlijk te Schiedam werd voortgezet als Royal Netherlands Distilleries. De 'Gist' verkreeg een groot deel van de binnenlandse gist- en spiritusmarkt. Voor de spiritus werd een kartel gesloten met de Zuid-Nederlandsche Melasse-Spiritusfabriek in Bergen op Zoom (het latere Nedalco) met een gezamenlijk verkoopkantoor in Delft.

### Luchtafweer
Omdat de dreiging van een oorlog in 1939 aanstaande was en de directie weinig vertrouwen had in de uitrusting van het leger, richtte het - evenals meer bedrijven - een eigen luchtafweer op met een aantal stukken luchtafweergeschut. Bij de Duitse aanval op Nederland in 1940 werd de stukken luchtafweergeschut gebruikt en een aantal vliegtuigen met luchtlandingstroepen, die op weg waren naar de vliegvelden rond Den Haag, neergehaald.

### Na 1945
Het bedrijf ontwikkelde zich na de oorlog verder. Ter gelegenheid van het tachtigjarig bestaan, in 1950, verkreeg het bedrijf het predicaat Koninklijk. Begin jaren vijftig waren ook diverse andere distilleerderijen en slijterijen in eigendom bij de onderneming, zoals De Vlijt te Sappemeer, Rijnbende te Schiedam en Brussel, Roebroeck Dubois te Maastricht en de Moutwijnfabriek Hollandia te Schiedam, naast o.a. de NV Leidsche Apparatenfabriek. Het Delftse hoofdbedrijf - waar in 1954 1741 personen werkten - kreeg een nieuwe afdeling waar antibiotica (o.a. penicilline) en aanverwante producten werden vervaardigd, wat een commercieel succes bleek te zijn. Het hele bedrijf telde toen 3241 personeelsleden. In 1965 won het bedrijf de Henri Sijthoff Prijs. In 1968 fuseerde de Koninklijke Nederlandsche Gist- en Spiritusfabriek met Brocades tot de Koninklijke Gist-Brocades NV. In 1998 werd de Koninklijke Gist-Brocades NV overgenomen door de chemiemultinational DSM. Het predicaat 'Koninklijk' kwam hierdoor te vervallen.
DSM ging op 31 mei 2022 een fusie aan met het Zwitserse voedings-, gezondheids- en beautybedrijf Firmenich, waardoor de naam werd gewijzigd in DSM-Firmenich. In 2024 werd de gistdivisie van dit bedrijf verkocht aan de Franse gistfabrikant Lesaffre, waarmee na 155 jaar eind 2025 het einde komt van de gistproductie in Delft.
Een andere afdeling van DSM, die op biotechnologie is gericht bleef op het oude fabrieksterrein bestaan als ‘Biotech Campus Delft’, evenals het grote kantoorgebouw.

## Grondwater
Vanaf 1916 tot 1995 gebruikte het bedrijf grondwater voor het koelen bij diverse processen. Na 1995 was dit niet meer nodig, maar kon het oppompen niet zonder meer worden stilgelegd, omdat dat een te grote impact zou hebben op het grondwatersysteem in de omgeving. Daarom heeft de gemeente Delft het oppompen sinds 2016 overgenomen en wordt het gefaseerd over een groot aantal jaren verminderd.